# Magnézium
A magnézium (régi magyar nevén: kesereny) a periódusos rendszer egy kémiai eleme. Vegyjele Mg, rendszáma 12. Az alkáliföldfémek közé tartozik. Ezüstfehér színű könnyűfém. Levegőn meggyújtva vakító fénnyel elég, magnézium-oxid (MgO) keletkezése közben. A természetben csak a vegyületei fordulnak elő, fontos ásványa például a dolomit. A földkéreg 8. leggyakoribb eleme. Főként kis sűrűségű ötvözetek készítésére használják. Az idegrendszer működéséhez nagyon fontos.

## Története
Az elnevezés görög eredetű, a Thesszáliában fekvő Magnésziáról (mai nevén Magníszia) kapta a nevét. Kapcsolódik a magnetithez (mágnesvasérc) és a mangánhoz, melyek szintén erről a területről származnak, és szükséges volt egy külön elnevezés a megkülönböztetéshez.
A földkéreg 8. leggyakoribb eleme. Nagy mennyiségben fordul elő magnezit (MgCO3) és dolomit kőzetekben, egyéb ásványokban, ásványvizekben, melyekben oldva, Mg2+-ionok formájában található meg.
A skót Joseph Black fedezte fel 1755-ben, hogy a magnézium elem. Sir Humphry Davy 1808-ban magnézia és HgO keverékéből tiszta magnéziumot állított elő, majd 1831-ben Antoine Alexandre Brutus Bussynak összefüggő formában is sikerült előállítania. Davy javaslata a nevével kapcsolatban magnium volt, ma már a magnézium elnevezést használjuk.
Egy farmer 1918-ban Anglia Epsom városában kútvizet adott a teheneinek, de azok nem itták meg a keserű íze miatt. A farmer viszont felfedezte, hogy a víz segít a horzsolások, kiütések gyógyulásában. Az epsomi víz híre hamar elterjedt, a későbbiekben felfedezték, hogy hidratált magnézium-szulfátot, keserűsót (MgSO4) tartalmaz.

## Jellemzői

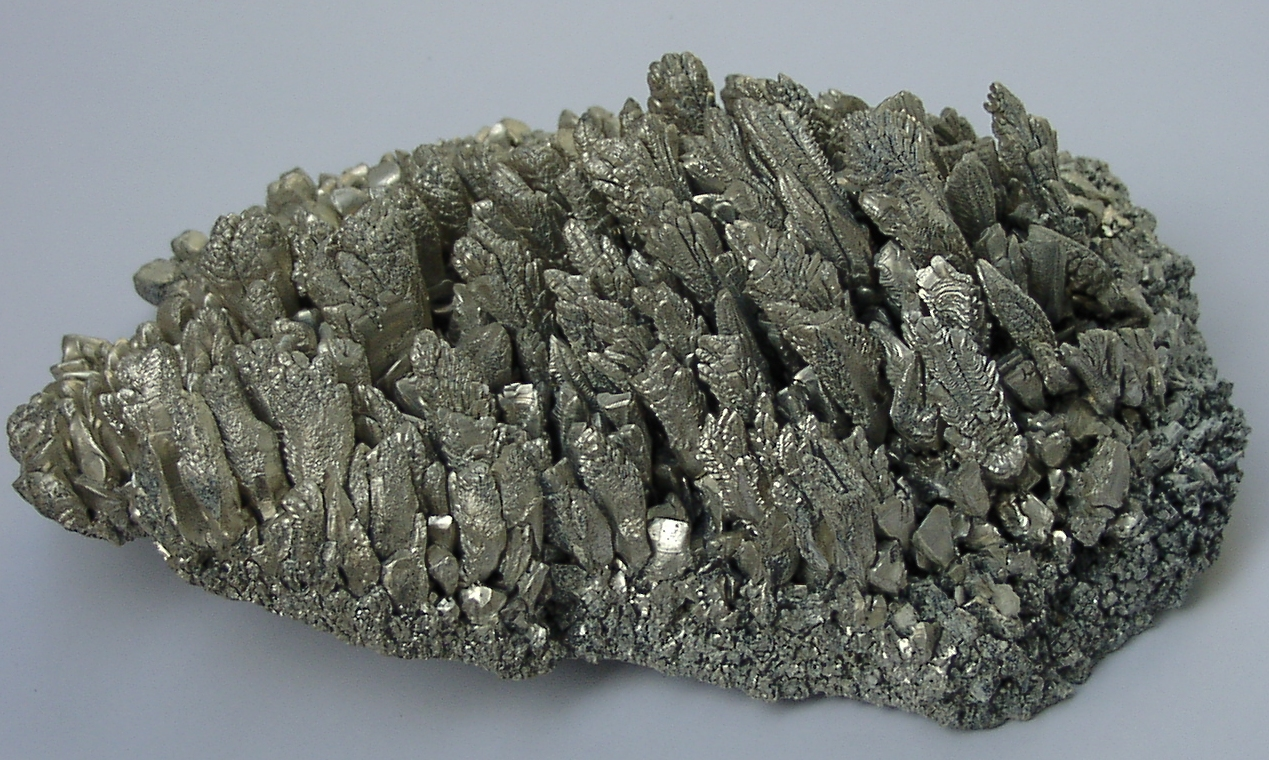
Magnéziumkristályok

Ezüstszürke színű, csillogó, tiszta állapotban nyújtható, puha könnyűfém. Az alkáliföldfémek csoportjának tagja. Az oxigénhez (O2) igen nagy az affinitása. Szabad levegőn és szobahőmérsékleten vékony, fakó színű oxidréteg (MgO) képződik a felületén, amely a további oxidációtól is védi a fémet. Erélyes redukálószer, kicsi az elektronegativitása. Meggyújtva vakító, fehér lánggal ég. A magnézium szén-dioxidban (CO2) tovább ég. Nitrogénben csak enyhén izzik tovább.

## Előfordulása
A természetben csak vegyületeiben fordul elő. Ásványai a földkéreg gyakori alkotórészei; legelterjedtebb önálló ásványa a magnezit (MgCO3). A magmás kőzetekben szilikátvegyületei az ún. színes ásványok; ezekben mennyisége az alábbiak szerint csökken: olivinek > piroxének > amfibólok > csillámok. A szilikátok bomlásával keletkező, ún. másodlagos ásványai közül a leggyakoribbak a szerpentinek, mellettük említést érdemel a szteatit. Üledékes kőzetekben fő ásványa a dolomit (CaCO3·MgCO3); ennek megfelelően a legtöbb magnéziumot a főleg dolomit ásványból álló dolomitkőzetek tartalmazzák. Bepárlódó oldatokból kiváló sóásványai (a magnezit mellett) a karnallit (KCl·MgCl2·H2O), a kainit (KCl·MgSO4·3H2O) és a schönit (K2SO4·MgSO4·2CaSO4·2H2O).

## Előállítása, felhasználása
Megolvasztott sóinak (például MgCl2) elektrolízisével vagy újabban a karbonátjai hevítésekor keletkező oxidjának karbotermiás vagy szilikotermiás redukciójával állítják elő. Elsősorban kis sűrűségű és viszonylag nagy szilárdságú ötvözetek (magnálium, elektronfém, dúralumínium) előállítására használják, főleg a repülőgépiparban. A magnéziumot ezenkívül felhasználják nehezen redukálható fémek (V, U, Zr, Ti) kinyerésére, villanófényporok, világító rakéták, víz alatti fáklya, gyújtóbombák készítésére, továbbá szerves szintéziseknél és a fluor előállítására alkalmas edények gyártására (a felületén képződő MgF2 jó védőréteg). Korábban a fényképészetben használták vakuzáshoz.
Lásd még: Könnyűfémkohászat

## Biológiai jelentősége

### Farmakológiai hatásai
„A magnézium elengedhetetlen a szív, az izomzat és az idegrendszer megfelelő működéséhez, valamint az anyagcsere-folyamatokhoz és a csontfejlődéshez egyaránt. Oldja a stresszt és az izomgörcsöket, csökkenti a vérnyomást, fokozza a fizikai teljesítőképességet, illetve segíthet csillapítani a fejfájást és a premenstruációs szindróma tüneteit. A B6-vitamin segíti a felszívódását a szervezetben.”

### Természetes forrásai
Az olajos magvak és a teljes kiőrlésű gabonafélék, a zöldségek közül a klorofillban gazdag levélzöldségek (sóska, spenót, kelkáposzta, mángold stb.) illetve a hüvelyes növények, mint a veteménybab, a borsó vagy a főzeléklencse kiemelkedően magas magnéziumtartalmúak. Ezenfelül az olyan gyümölcsökben is található magnézium, mint az alma, a banán a körte, az avokádó és a grépfrút. A tengeri halak, az ún. mediterrán diéta fontos alapanyagai is jelentős természetes magnéziumforrások.

### Étrend-kiegészítők
A magnézium különböző vegyületek formájában jelenik meg az étrend-kiegészítőkben, mint például magnézium-laktát, -citrát, -klorid, -malát, -taurát, -L-treonát, -szulfát, és -glicinát.
Számos magnéziumtartalmú étrend-kiegészítő áll rendelkezésre, melyekben a magnézium egyik leggyakrabban előforduló formája a magnézium-oxid. Két kísérletben a magnézium-oxid kevésbé volt biológiailag hasznosítható, mint a magnézium-citrát, -klorid, -laktát vagy -aszpartát.
A kalcium-magnézium pezsgőtabletták megjelenése óta gyakori tévhit, hogy ezt a két elemet egyszerre kell bevenni. Valójában a kalcium akadályozza a magnézium felszívódását, emiatt külön készítményben érdemes megvenni őket, és pár óra eltéréssel szedni.

## Vegyületei
Lásd: A magnézium vegyületei